# Meijin 2017
Il Meijin 2017 è stata la 42ª edizione del torneo goistico giapponese Meijin.

## Qualificazioni
|  | Quarti di finale | Quarti di finale | Quarti di finale |                  |                  | Semifinali       | Semifinali | Semifinali |  |  | Finale | Finale | Finale |  |
|  |                  |                  |                  |                  |                  |                  |            |            |  |  |        |        |        |  |
|  | Tatsuya Shida    | Tatsuya Shida    | 0                |                  |                  |                  |            |            |  |  |        |        |        |  |
|  | Tatsuya Shida    | Tatsuya Shida    | 0                |                  |                  |                  |            |            |  |  |        |        |        |  |
|  | Yu Zhengqi       | Yu Zhengqi       | 1                |                  |                  |                  |            |            |  |  |        |        |        |  |
|  | Yu Zhengqi       | Yu Zhengqi       | 1                |                  | Yu Zhengqi       | Yu Zhengqi       | 1          |            |  |  |        |        |        |  |
|  |                  |                  |                  |                  | Yu Zhengqi       | Yu Zhengqi       | 1          |            |  |  |        |        |        |  |
|  |                  |                  | Tetsuya Kiyonari | Tetsuya Kiyonari | 0                |                  |            |            |  |  |        |        |        |  |
|  | Tetsuya Kiyonari | Tetsuya Kiyonari | Tetsuya Kiyonari | Tetsuya Kiyonari | 0                | 1                |            |            |  |  |        |        |        |  |
|  | Tetsuya Kiyonari | Tetsuya Kiyonari |                  |                  |                  |                  |            |            |  |  |        |        |        |  |
|  | Naoto Hikosaka   | Naoto Hikosaka   | 0                |                  |                  |                  |            |            |  |  |        |        |        |  |
|  | Naoto Hikosaka   | Naoto Hikosaka   | 0                |                  | Yu Zhengqi       | Yu Zhengqi       | 1          |            |  |  |        |        |        |  |
|  |                  |                  |                  |                  |                  |                  |            |            |  |  |        |        |        |  |
|  |                  |                  | Hirata Tomoya    | Hirata Tomoya    | 0                |                  |            |            |  |  |        |        |        |  |
|  | Cho Sonjin       | Cho Sonjin       | Hirata Tomoya    | Hirata Tomoya    | 0                | 0                |            |            |  |  |        |        |        |  |
|  | Cho Sonjin       | Cho Sonjin       |                  |                  |                  |                  |            |            |  |  |        |        |        |  |
|  | Hiroki Muramatsu | Hiroki Muramatsu | 1                |                  |                  |                  |            |            |  |  |        |        |        |  |
|  | Hiroki Muramatsu | Hiroki Muramatsu | 1                |                  | Hiroki Muramatsu | Hiroki Muramatsu | 0          |            |  |  |        |        |        |  |
|  |                  |                  |                  |                  | Hiroki Muramatsu | Hiroki Muramatsu | 0          |            |  |  |        |        |        |  |
|  |                  |                  | Hirata Tomoya    | Hirata Tomoya    | 1                |                  |            |            |  |  |        |        |        |  |
|  | So Yokoku        | So Yokoku        | Hirata Tomoya    | Hirata Tomoya    | 1                | 0                |            |            |  |  |        |        |        |  |
|  | So Yokoku        | So Yokoku        |                  |                  |                  |                  |            |            |  |  |        |        |        |  |
|  | Hirata Tomoya    | Hirata Tomoya    | 1                |                  |                  |                  |            |            |  |  |        |        |        |  |

|  | Quarti di finale  | Quarti di finale  | Quarti di finale |               |                | Semifinali     | Semifinali | Semifinali |  |  | Finale | Finale | Finale |  |
|  |                   |                   |                  |               |                |                |            |            |  |  |        |        |        |  |
|  | Atsushi Ida       | Atsushi Ida       | 0                |               |                |                |            |            |  |  |        |        |        |  |
|  | Atsushi Ida       | Atsushi Ida       | 0                |               |                |                |            |            |  |  |        |        |        |  |
|  | Hideyuki Sakai    | Hideyuki Sakai    | 1                |               |                |                |            |            |  |  |        |        |        |  |
|  | Hideyuki Sakai    | Hideyuki Sakai    | 1                |               | Hideyuki Sakai | Hideyuki Sakai | 1          |            |  |  |        |        |        |  |
|  |                   |                   |                  |               | Hideyuki Sakai | Hideyuki Sakai | 1          |            |  |  |        |        |        |  |
|  |                   |                   | Chito Yo         | Chito Yo      | 0              |                |            |            |  |  |        |        |        |  |
|  | Chito Yo          | Chito Yo          | Chito Yo         | Chito Yo      | 0              | 1              |            |            |  |  |        |        |        |  |
|  | Chito Yo          | Chito Yo          |                  |               |                |                |            |            |  |  |        |        |        |  |
|  | Masakazu Hara     | Masakazu Hara     | 0                |               |                |                |            |            |  |  |        |        |        |  |
|  | Masakazu Hara     | Masakazu Hara     | 0                |               | Hideyuki Sakai | Hideyuki Sakai | 1          |            |  |  |        |        |        |  |
|  |                   |                   |                  |               |                |                |            |            |  |  |        |        |        |  |
|  |                   |                   | Shuhei Uchida    | Shuhei Uchida | 0              |                |            |            |  |  |        |        |        |  |
|  | Hiroshi Yamashiro | Hiroshi Yamashiro | Shuhei Uchida    | Shuhei Uchida | 0              | 0              |            |            |  |  |        |        |        |  |
|  | Hiroshi Yamashiro | Hiroshi Yamashiro |                  |               |                |                |            |            |  |  |        |        |        |  |
|  | Ryu Shikun        | Ryu Shikun        | 1                |               |                |                |            |            |  |  |        |        |        |  |
|  | Ryu Shikun        | Ryu Shikun        | 1                |               | Ryu Shikun     | Ryu Shikun     | 0          |            |  |  |        |        |        |  |
|  |                   |                   |                  |               | Ryu Shikun     | Ryu Shikun     | 0          |            |  |  |        |        |        |  |
|  |                   |                   | Shuhei Uchida    | Shuhei Uchida | 1              |                |            |            |  |  |        |        |        |  |
|  | Satoshi Yuki      | Satoshi Yuki      | Shuhei Uchida    | Shuhei Uchida | 1              | 0              |            |            |  |  |        |        |        |  |
|  | Satoshi Yuki      | Satoshi Yuki      |                  |               |                |                |            |            |  |  |        |        |        |  |
|  | Shuhei Uchida     | Shuhei Uchida     | 1                |               |                |                |            |            |  |  |        |        |        |  |

|  | Quarti di finale | Quarti di finale | Quarti di finale |                  |                  | Semifinali       | Semifinali | Semifinali |  |  | Finale | Finale | Finale |  |
|  |                  |                  |                  |                  |                  |                  |            |            |  |  |        |        |        |  |
|  | Ryo Ichiriki     | Ryo Ichiriki     | 1                |                  |                  |                  |            |            |  |  |        |        |        |  |
|  | Ryo Ichiriki     | Ryo Ichiriki     | 1                |                  |                  |                  |            |            |  |  |        |        |        |  |
|  | Rin Kanketsu     | Rin Kanketsu     | 0                |                  |                  |                  |            |            |  |  |        |        |        |  |
|  | Rin Kanketsu     | Rin Kanketsu     | 0                |                  | Ryo Ichiriki     | Ryo Ichiriki     | 1          |            |  |  |        |        |        |  |
|  |                  |                  |                  |                  | Ryo Ichiriki     | Ryo Ichiriki     | 1          |            |  |  |        |        |        |  |
|  |                  |                  | Toshimasa Adachi | Toshimasa Adachi | 0                |                  |            |            |  |  |        |        |        |  |
|  | Toshimasa Adachi | Toshimasa Adachi | Toshimasa Adachi | Toshimasa Adachi | 0                | 1                |            |            |  |  |        |        |        |  |
|  | Toshimasa Adachi | Toshimasa Adachi |                  |                  |                  |                  |            |            |  |  |        |        |        |  |
|  | Cho Chikun       | Cho Chikun       | 0                |                  |                  |                  |            |            |  |  |        |        |        |  |
|  | Cho Chikun       | Cho Chikun       | 0                |                  | Ryo Ichiriki     | Ryo Ichiriki     | 0          |            |  |  |        |        |        |  |
|  |                  |                  |                  |                  |                  |                  |            |            |  |  |        |        |        |  |
|  |                  |                  | Naoki Hane       | Naoki Hane       | 1                |                  |            |            |  |  |        |        |        |  |
|  | Satoru Kobayashi | Satoru Kobayashi | Naoki Hane       | Naoki Hane       | 1                | 1                |            |            |  |  |        |        |        |  |
|  | Satoru Kobayashi | Satoru Kobayashi |                  |                  |                  |                  |            |            |  |  |        |        |        |  |
|  | Sunao Hasegawa   | Sunao Hasegawa   | 0                |                  |                  |                  |            |            |  |  |        |        |        |  |
|  | Sunao Hasegawa   | Sunao Hasegawa   | 0                |                  | Satoru Kobayashi | Satoru Kobayashi | 0          |            |  |  |        |        |        |  |
|  |                  |                  |                  |                  | Satoru Kobayashi | Satoru Kobayashi | 0          |            |  |  |        |        |        |  |
|  |                  |                  | Naoki Hane       | Naoki Hane       | 1                |                  |            |            |  |  |        |        |        |  |
|  | Hideo Kanazawa   | Hideo Kanazawa   | Naoki Hane       | Naoki Hane       | 1                | 0                |            |            |  |  |        |        |        |  |
|  | Hideo Kanazawa   | Hideo Kanazawa   |                  |                  |                  |                  |            |            |  |  |        |        |        |  |
|  | Naoki Hane       | Naoki Hane       | 1                |                  |                  |                  |            |            |  |  |        |        |        |  |

## Torneo
- W indica vittoria col bianco
- B indica vittoria col nero
- X indica la sconfitta
- +R indica che la partita si è conclusa per abbandono
- +N indica lo scarto dei punti a fine partita
- +F indica la vittoria per forfeit
- +? indica una vittoria con scarto sconosciuto
- V indica una vittoria in cui non si conosce scarto e colore del giocatore

| Giocatore        | Y.I. | D.M. | K.Y.  | C.U.  | R.K. | I.K.  | N.H.  | H.S.  | Y.Z. | Risultato | Note                    |
| ---------------- | ---- | ---- | ----- | ----- | ---- | ----- | ----- | ----- | ---- | --------- | ----------------------- |
| Yūta Iyama       | –    | W+R  | B+R   | W+R   | B+R  | W+R   | B+R   | W+R   | B+R  | 8-0       | Qualificato alla finale |
| Daisuke Murakawa | X    | –    | W+3,5 | X     | W+R  | X     | X     | B+R   | W+R  | 4-4       |                         |
| Keigo Yamashita  | X    | X    | –     | W+R   | B+R  | W+R   | X     | W+R   | B+R  | 5-3       |                         |
| Cho U            | X    | W+R  | X     | –     | X    | B+R   | W+R   | B+4,5 | X    | 4-4       |                         |
| Rin Kono         | X    | X    | X     | B+2,5 | –    | W+R   | X     | W+R   | B+R  | 4-4       |                         |
| Iso Ko           | X    | W+R  | X     | X     | X    | –     | W+R   | X     | W+R  | 3-5       |                         |
| Naoki Hane       | X    | B+R  | W+R   | X     | W+R  | X     | –     | X     | X    | 3-5       | Retrocesso              |
| Hideyuki Sakai   | X    | X    | X     | X     | X    | W+4,5 | B+0,5 | –     | X    | 2-6       | Retrocesso              |
| Yu Zhengqi       | X    | X    | X     | B+R   | X    | X     | W+R   | B+R   | –    | 3-5       | Retrocesso              |

## Finale
La finale è stata una sfida al meglio delle sette partite. 